# آنجلو اینفانتی
آنجلو اینفانتی (انگلیسی: Angelo Infanti؛ ۱۶ فوریهٔ ۱۹۳۹ – ۱۲ اکتبر ۲۰۱۰) هنرپیشه اهل ایتالیا بود.
از فیلم‌هایی که وی در آن نقش داشته است، می‌توان به سرخ و سیاه، مردی به نام اسلج، پدرخوانده، نامه‌هایی به ژولیت، لو مان، قرار ملاقات، پاگنده، لانه، امانوئل سیاه، امانوئل سیاه ۲، زن و پول اشاره کرد.